# Loco Locass
Loco Locass est un groupe de hip-hop québécois, formé de Biz, Batlam et Chafiik. Il est surtout connu pour la défense du français et ses prises de position politiques, particulièrement pour son engagement en faveur de la souveraineté du Québec.

## Biographie
D'abord nommé Locos Locass et fondé à Québec par Biz et Batlam (alors nommé Snou) en 1995, le groupe s'associe à Chaffik et devient Loco Locass en 1999. Désormais basé à Montréal, Loco Locass se produit pour la première fois au FrancoFolies de Montréal à l'été 1999. En 2000, ils participent et remportent la 5e édition des Francouvertes et publient de façon indépendante leur premier disque, Manifestif. La même année, l'album est republié sous l'étiquette Audiogram avec qui ils produiront leurs albums suivants.

## Événements

### Poids plume
Après le premier recueil de paroles pour leur premier disque, Manifestif, un deuxième livre paraît pour Loco Locass : Poids plume. Tous les textes d'Amour oral et de In Vivo sont réunis dans cet ouvrage de 128 pages, disponible depuis le début novembre 2005 aux Éditions Fides. Ce recueil permet aux amoureux de la langue, des mots, de la poésie, d'apprécier l'écriture poétique et engagée de Loco Locass; de voir d'un tout autre œil leurs textes, ainsi que les rendre plus visibles et accessibles.
Le livre comprend également des photos provenant de Marie-Lyne Baril et des illustrations d’Alain Reno.

### Loco Locass symphonique
Le 19 août 2005, à Rivière-du-Loup, Loco Locass interprète cinq chansons de son répertoire accompagné de l'orchestre symphonique de l'école secondaire Joseph-François-Perrault. Cet orchestre inclut violonistes, altistes, violoncellistes et contrebassistes de 12 à 17 ans. Ce projet, Loco Locass symphonique, est une initiative du Camp Musical Saint-Alexandre et de son directeur et chef d'orchestre Mathieu Rivest.
Le spectacle comprend La censure pour l'échafaud, La bataille des murailles, L'empire du pire en pire, Antiaméricanisme primaire et Libérez-nous des libéraux de Loco Locass, ainsi que des pièces de Prokofiev, Berlioz et Stravinsky.
Une captation vidéo de ce concert et faite pour un documentaire de l'Office national du film du Canada, d’une heure, sur cette fusion magique de Loco Locass et d'un orchestre symphonique, avec la participation de Télé-Québec, Vidéo-femmes, Audiogram, Le Camp Musical Saint-Alexandre.

## Style musical et thèmes
Les membres du groupe sont trois passionnés de la langue française qui intègrent à leur musique rythmée des textes poétiques et engagés sur une base de rap, tout en raffinant l'art du « koubraüss ». Leurs textes font avant tout la promotion de l'indépendance du Québec, mais ils traitent aussi de politique en général, de la situation du français en Amérique du Nord, de la frustration d'une certaine partie du peuple québécois devant l'immobilisme de la fédération canadienne, d'altermondialisme, de lutte à l'exclusion et, dans une certaine mesure, d'ouverture à l'autre, jusqu'à des textes plus personnels. Ne manquant pas une occasion de passer leurs messages à la population, les Loco Locass affirment tout haut ce que la rectitude politique tend à passer sous silence. Leur amour du français et leur connaissance de cette langue leur permettent de faire des jeux de voix, de sons et de mots.

## Prises de positions politiques
Ils défrayent la manchette en 2004 en mettant en ligne Libérez-nous des libéraux, une chanson dénonçant l'attitude des gouvernements de Jean Charest et de Paul Martin. La chanson est rapidement devenue populaire.
En 2005, ils appuient le mouvement étudiant lors d'une grève des étudiants du Québec pour protester contre la conversion en prêts de 103 millions de dollars de bourses, laquelle a été effectuée par le Parti libéral du Québec. Le 24 juin 2005, ils font partie du spectacle résolument politique de la Fête nationale du Québec qu'ont organisé Les Cowboys Fringants au parc Jean-Drapeau, à Montréal. Ce spectacle suscite la controverse dans l'opinion publique. Les attaques virulentes à l'encontre de cet événement souverainiste eurent donc en réalité des motifs politiques[Information douteuse], les véritables critiques exprimées n'étant que des prétextes, s'en prenant principalement au caractère payant [citation nécessaire] (25 $ pour un spectacle de 10 heures). Les spectateurs devaient payer leur billet, car l'événement n'était financé par nul organisme, ni gouvernement, et les techniciens, les installations, etc. devaient être payés. De plus, l'association du spectacle à de gros noms des sociétés telles Coca-Cola et le groupe Gillett est aussi critiquée, comme dénotant une contradiction avec l'allure de gauche qu'ont les Cowboys fringants et les Loco Locass.
D'autres arguments insistaient sur l'importance de maintenir la gratuité des spectacles de la fête nationale, même si les spectacles payants de cette fête ne datent pas d'hier. Ainsi, pour les uns, l'organisation d'un premier grand spectacle faisant concurrence à celui du parc Maisonneuve représentait un dangereux précédent « élitiste »; pour les autres, l'organisation par des jeunes d'un spectacle politique réunissant bon nombre d'artistes au prix d'un seul spectacle rendait celui-ci incontournable. Malgré le grand succès populaire de l'événement, les organisateurs n'ont à ce jour jamais récidivé.
Le 25 février 2010, Chafiik signe, avec 500 artistes, l'appel pour appuyer la campagne internationale de Boycottage, de Désinvestissement et de Sanctions contre l'apartheid israélien. Le groupe appuie également le mouvement étudiant lors du printemps québécois en 2012.

## Distinctions
- 2001 : Prix Félix-Leclerc
- 2004 : Félix du meilleur album hip-hop
- 2004 : Gagnant au New York Festivals, États-Unis
- 2004 : Gagnant du Prix D&AD, Angleterre
- 2005 : Artiste du mois d'avril, par la chaîne MusiquePlus
- 2005 : l'ADISQ : Prix « auteur ou compositeur de l'année » et Prix du « meilleur album hip-hop » de l'année, pour Amour oral
- 2005 : Gala MIMI : Prix Mots-Dits (pour profondeur et raffinement du texte), prix de la meilleure chanson (pour Libérez-nous des libéraux)
- 2005 : Gala MIMI : Prix dans la catégorie « Pochette CD – DVD – vidéo » du concours Grafika, pour la pochette d'Amour oral
- 2005 : Gala MIMI : Mise en nomination de leur vidéoclip Groove Grave[6], dans la catégorie Best French Video, au MuchMusic Video Awards
- 2005 : Gala MIMI : Disque d'or, pour la vente de 50 000 copies d'Amour oral
- 2005 : Gala MIMI : Mention spéciale à Alain Reno, qui a gagné deux Prix Lux pour la qualité de ses illustrations dans le recueil de texte Poids Plume, de Loco Locass (dans la catégorie Illustration, sous-catégorie « Portrait et Livre, bande dessinée »)
- 2007 : Patriotes de l'année, par la Société Saint-Jean-Baptiste de Montréal
- 2011 : Prix Pierre-Bourgault, pour son engagement envers la cause souverainiste, par le Mouvement souverainiste du Québec (MSQ)[7]

## Participations
- 2005 : La grand-maman pocket (la vraie histoire du chaperon rouge la version québécoise)
- 2006 : La Russe avec Malajube (sur l'album Trompe-l'œil)
- 2006 : DVD symphonie locass
- 2007 : Studio 12 duos (où ils sont en duos avec Yann Perreau)
- 2007 : La paix des braves avec Samian (sur l'album Face à soi-même)
- 2008 : Marie-Louise (sur la compilation Groupes de Pamplemousse)
- 2008 : M'accrocher (chanson thème du film Tout est parfait)
- 2009 : Le but (chanson dédiée aux Canadiens de Montréal)
- 2010 : Hymne à Québec (une des deux chansons thèmes de la télé-rivalité La série Montréal-Québec)
- 2010 : Tout le monde est malheureux avec Gilles Vigneault (sur l'album Retrouvailles)
- 2012 : Le bruit des bottes (avec Samian)
- 2012 : Heureux d'1 printemps avec Paul Piché (sur la réédition 2012 de l'album À qui appartient l'beau temps?)
- 2014 : Trente (CD avec plusieurs autres chanteurs québécois)
- 2014 : J’ai un bouton sur le bout de la langue avec Yves Lambert (sur la compilation Par ici la visite!)
- 2017 : Nutshimit (sur l'album Nos forêts chantées)
- 2023 : Discours dans Hommage à Karl Tremblay
- 2024 : Les géants (musique intro de l'émission les géantes)
- 2025 : Discours dans Hommage à Serge Siori

## Succès
- Sheila ch'us là (octobre 2002)
- Libérez-nous des libéraux (avril 2004)
- Groove Grave (février 2005)
- Bonzaïon (mars 2005)
- Spleen et Montréal (février 2006)
- La censure pour l'échafaud (août 2006)
- La Paix des Braves (avec Samian) (automne 2007)
- M'accrocher? (hiver 2008)
- Le but (2010)
- Hymne à Québec (janvier 2010)
- [wi] (juin 2012)
- Les Géants (2012)
- Secondaire (novembre 2012)
- Le mémoire de Loco Locass (2013)
- Occupation double (2014)
- Le clan (2016)